# Краснолицая совка
Краснолицая совка (лат. Megascops guatemalae) — вид птиц рода Megascops семейства совиных.

## Описание
Краснолицая совка от 20 до 23 см в длину и массой от 95 до 150 г. Этот вид полиморфен: одна морфа в целом серовато-коричневая, а другая в целом рыжая. Коричневая морфа имеет светло-коричневый лицевой диск с тонкой темной каймой, тонкие белые брови над желтыми глазами. Верхняя часть варьируется от темно-серо-коричневой до черновато-коричневой; на макушке черноватые пятна и полосы, а на спине более темные полосы и вермикуляция. Также у этой морфы довольно длинный хвост. Низ более светлый. Клюв зеленоватый. Различные подвиды похожи, различаясь в основном размером (который увеличивается с севера на юг) и интенсивностью окраски.

## Образ жизни
Краснолицая совка ведет ночной образ жизни; охотится в основном, набрасываясь на добычу с насеста, а также ловя её в полете. Рацион состоит в основном из крупных насекомых, но иногда включает и мелких позвоночных. Мало что известно о фенологии размножения краснолицей совки. По-видимому, гнездится в основном в марте и апреле, но это может продолжаться и до июня.